# Riverdale Park (Toronto)
Pour les articles homonymes, voir Riverdale Park.

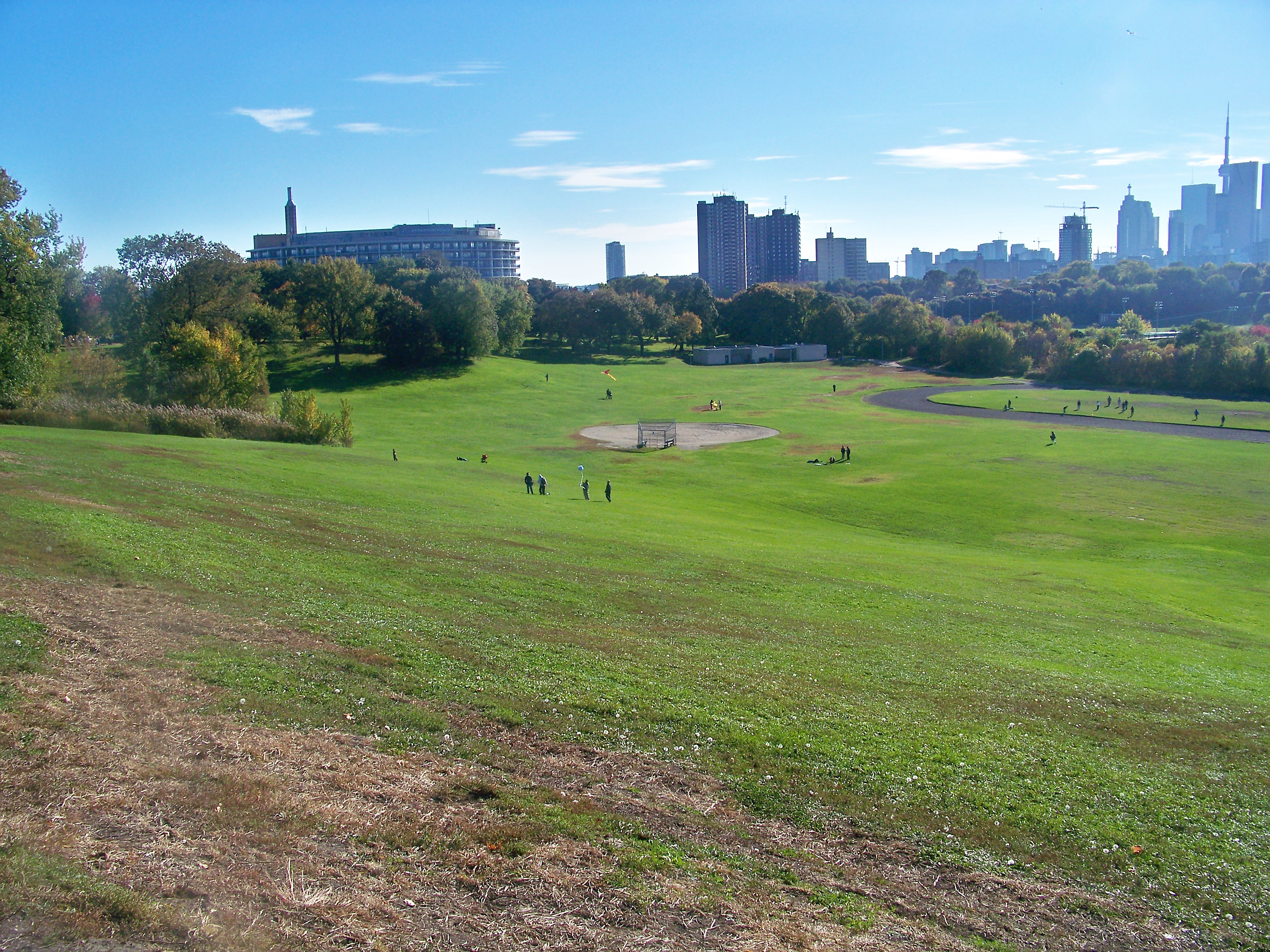
Riverdale Park.

Riverdale Park est un espace vert longeant les rives de la rivière Don, à Toronto, au Canada. Situé dans le quartier de Riverdale, il comprend des espaces de détente, ainsi que des installations sportives de part et d'autre de la rivière Don, dont un terrain de baseball, de football, et des terrains de tennis. Une passerelle traversant Don Valley Parkway, Bayview Avenue, la ligne de chemin de fer et la rivière permet de passer d'une partie du parc à l'autre.